# Ösmo kyrka

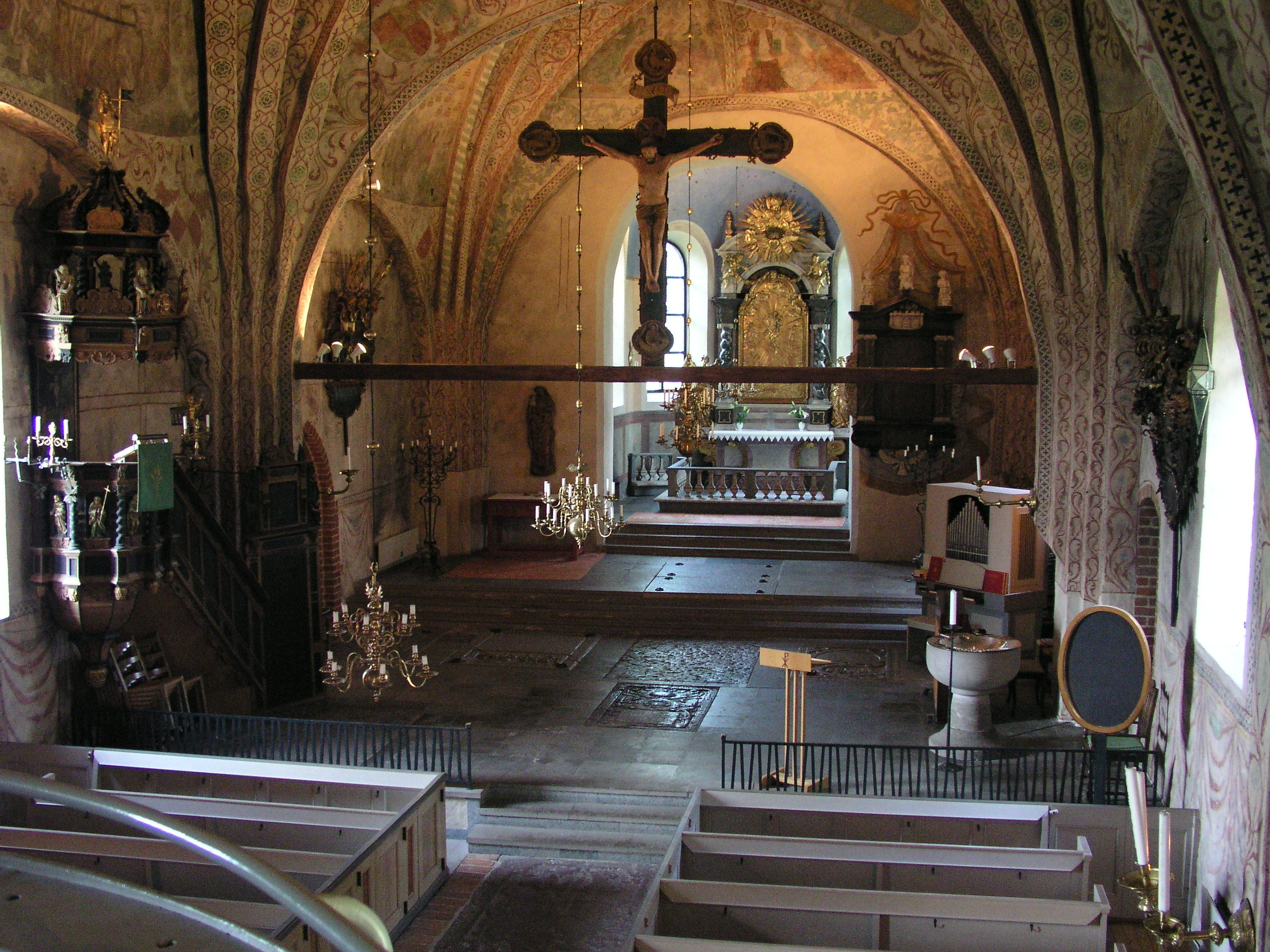
Långhuset. Törnflychtska gravkoret i bakgrunden

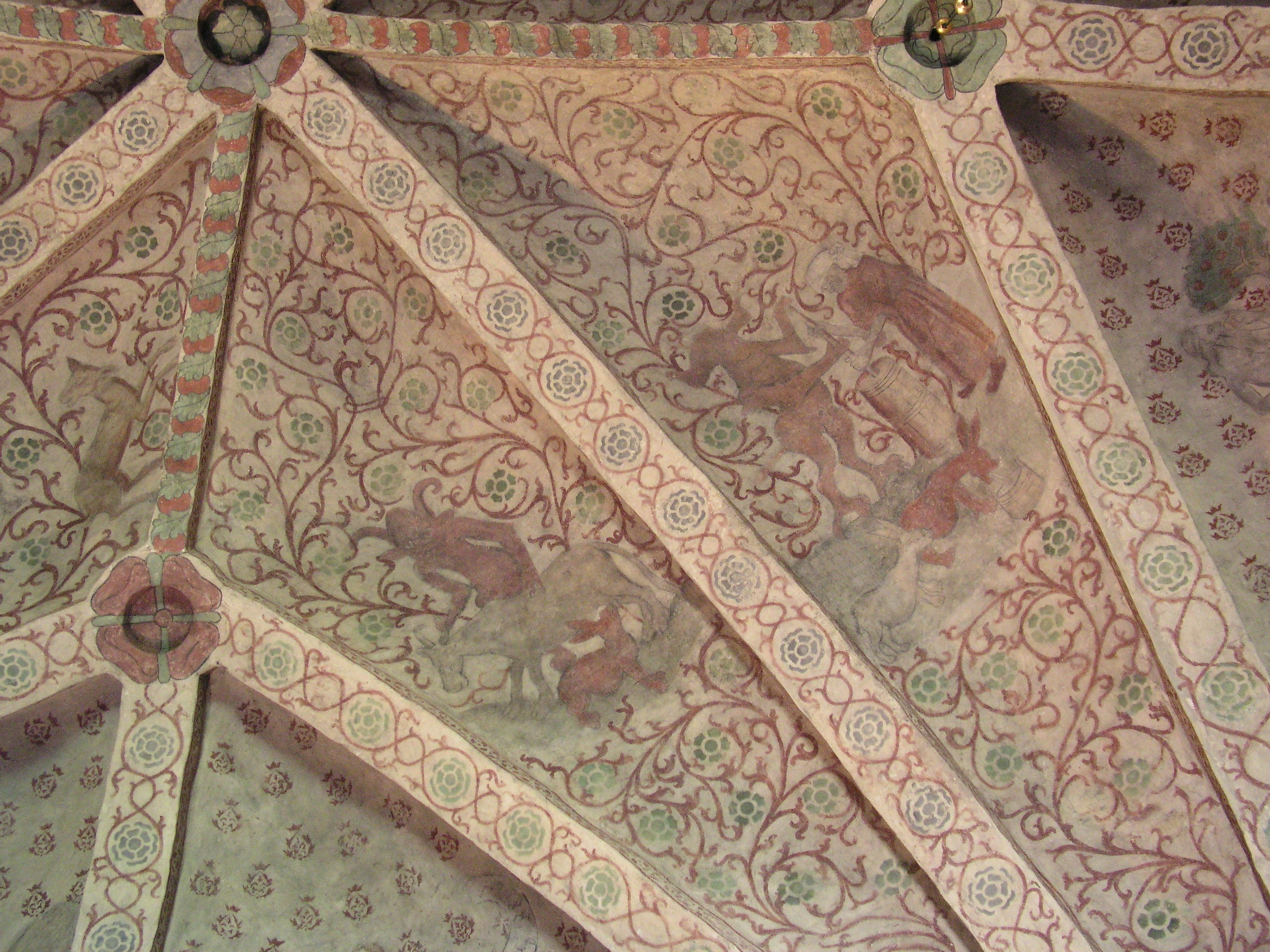
Trollharen

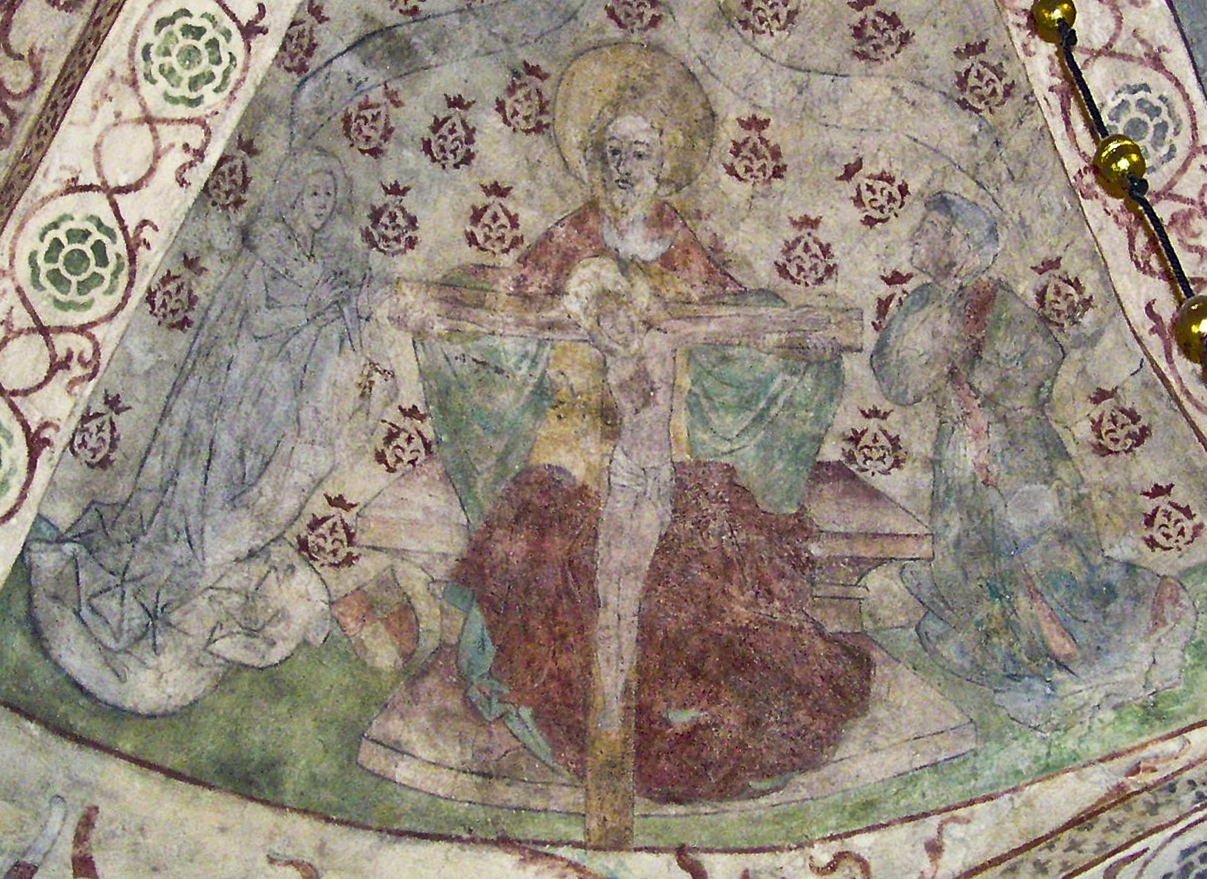
"Nådastolen", Birgitta Olofsdotter Tott faller på knä inför treenigheten som botgöring för sitt landsförräderi

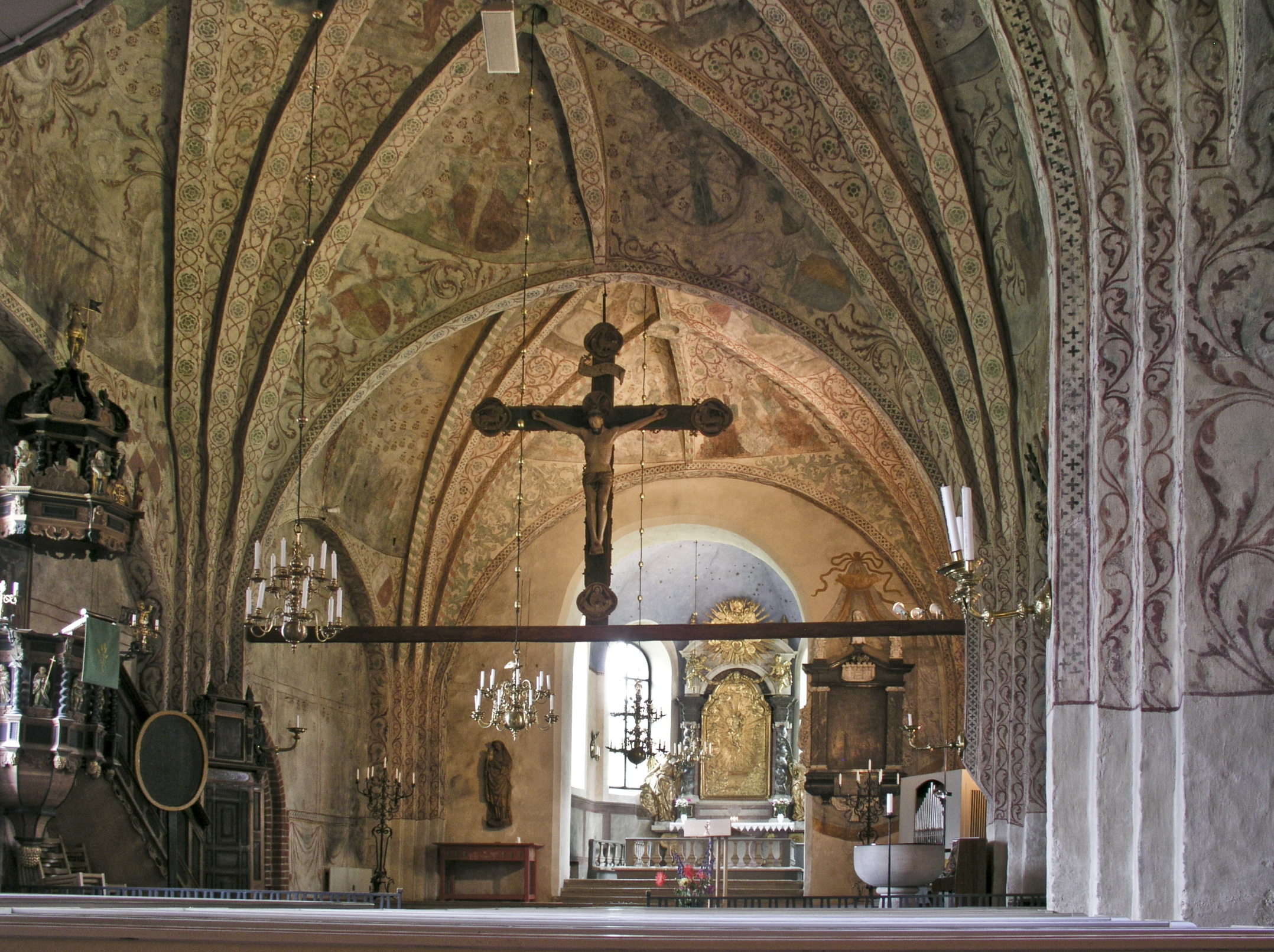
Altare och krucifix.

Ösmo kyrka är en kyrkobyggnad inom Ösmo socken i Nynäshamns kommun och tillhör Strängnäs stift. Den är församlingskyrka i Ösmo-Torö församling. Den har varit Ösmo sockenkyrka och invigdes på 1100-talet.

## Kyrkobyggnaden
Kyrkan är belägen på krönet av en höjd i Ösmo gamla kyrkby. I norr, väster och öster är den medeltida kyrkogårdsmuren bevarad och utmed den södra, omflyttade murens långsida, löper en bit av gamla Stockholmsvägen. Kyrkan som är byggd av sten består av ett rektangulärt långhus med smalare polygonalt kor i öster (Törnflychtska gravkoret), kyrktorn i väster, sakristia i norr samt ett vapenhus i söder. Ingång sker i söder via vapenhuset.
Delar av tornet och den västra delen av norra muren utgör resterna av en romansk kyrka vars äldsta delar är från 1100-talet. Under 1300-talet förlängdes kyrkan åt öster och fick ett nytt fullbrett korparti med sakristia i norr; vid samma tid, eller något senare, utvidgades långhuset åt söder. Tornet breddades sannolikt under 1400-talets andra hälft, då även vapenhuset byggdes. Sakristians västra tillbyggnad, den s.k. predikstolsgången, tillkom troligtvis i samband med att kyrkan fick en ny predikstol 1599. Året 1716 uppfördes det Törnflychtska gravkoret i öster, tjänstgörande som ett högkor. Kyrkan restaurerades 1971-1972 efter förslag av arkitekten C Laurent. Kyrkan var under 2012 från januari till återinvigningen den 9 december stängd för en invändig renovering av golv och målningar.

### Exteriör
Kyrkans exteriör kännetecknas av de spritputsade, ljust gulfärgade fasaderna med hörnkedjor och omfattningar i rödfärgad slätputs, samt av de branta spånklädda sadeltaken.
Koret avviker med sitt klassicerande formspråk; dess putsade tegelväggar är avfärgade i vitt och pryds av pilastrar i mörk ockrafärg, säteritaket är klätt med koppar. Av långhusets fönster har sydmurens västligaste fönsteröppning kvar något av sin medeltida karaktär, medan övriga rundbågiga fönster är från 1700-talet.
Tornets höga, smala 1600-talsspira förstördes vid ett åsknedslag 1697. Den nuvarande karnissvängda, spånklädda huven med åttkantig lanternin är från 1730-talet.

### Interiör
Interiören präglas av långhusets tre stjärnvalv med sin rika målningsskrud, där valv och kalkmålningar har daterats till 1400-talets andra hälft. Målningarna har tidigare tillskrivits Peter Målare och dennes lärjunge Albertus Pictor, men numera är det starkt ifrågasatt om Peter Målare alls har funnits, och målningarna anses endast vara utförda av Albertus Pictor och dennes skola. Se Birgitta Olofsdotter Tott. Kyrkorummet vitlimmades 1770 varmed målningarna övertäcktes, men de framtogs på nytt och kompletterades 1872. Slutligen i samband med arkitekt Ove Leijonhufvuds restaurering 1934, rengjordes målningarna mer ingående och befriades från 1800-talets kompletteringar.
I målningen "Nådastolen" avbildas de två donatorerna, till höger riddaren Erengisle Nilsson av ätten Natt och Dag, och till vänster hans hustru Brita Olofsdotter Tott, i vit veckrik skrud med Tott-vapnet målat vid klänningsfållen.

### Inventarier
Av de medeltida inventarierna torde dopfuntens fot vara den äldsta. De är tillverkad av gotländsk kalksten på 1300-talet. Från samma tid härstammar också en graverad silverkalk, medan triumfkrucifixet är ett Lübecksarbete från cirka 1475. Altaruppsatsen från 1716 är samtida med det Törnflychtska gravkoret och troligen utförd av bildhuggaren Jacob Sauerberg och altarbordet, som liknar en sarkofag, bär en minnesskrift över korets donator Olof Törnflycht. Den rikt skulpterade predikstolen skänktes 1667 av Helena Fleming, vars epitafium finns i kyrkorummet. Orgeln från 1873 byggdes av orgelbyggaren Erik Adolf Setterquist i Örebro och är med sina tretton stämmor, fördelade på två manualer och pedal, ett välbevarat exempel på denne mästares orgelbyggnadskonst. I golvet har ett stort antal gravstenar blivit infogade. De flesta är från 1600- och 1700-talen och några av dem har tidigare legat ute på kyrkogården.

### Orgel
- 1531 byggs kyrkans första orgel.
- 1728 byggs ett orgelverk med 6 stämmor.
- 1777 bygger Olof Schwan, Stockholm en orgel med 7 stämmor. 1873 flyttades orgeln till Nynäs gårds kapell.
- Den nuvarande orgeln är byggd 1873 med 13 stämmor av Erik Adolf Setterquist, Örebro och är en mekanisk orgel. Den blev skänkt till kyrkan av friherre Carl Gustaf Adlercreutz (d. 1883) på Nynäs gård.[3]

| Manual I            | Manual II           | Pedal      | Koppel   |
| Borduna 16´         | Rörflöjt 8´         | Subbas 16´ | I/P      |
| Principal 8´        | Salicional 8´       | Basun 16´  | II/I     |
| Flûte Harmonique 8´ | Flûte Octaviante 4´ |            | I 4'/I   |
| Gamba 8´            |                     |            | II 16'/I |
| Octava 4'           |                     |            | P 4'/P   |
| Octava 2'           |                     |            |          |
| Trumpet 8'          |                     |            |          |

#### Kororgel
- Kororgeln är byggd 1973 av Richard Jacoby Orgelverkstad, Stockholm och är mekanisk.

| Manual        |
| Gedackt 8'    |
| Flöjt 4'      |
| Octava 2'     |
| Kvinta 1 1/3' |

## Ösmo kyrkby
Kring kyrkan finns flera äldre byggnader bevarade. I den gamla landsvägens backe mot öster ligger först handelsboden och därefter sockenstugan, som även tjänstgjort som fattigstuga, intill ligger ålderdomshemmet och en bit bortom de öppna fälten skymtar prästgården vid norra horisonten. Även ortens första skola, en klockarbostad, samt barnmorskans hus finns ännu kvar inom kyrkans hägn, som en gång varit Ösmos centrum. Den gamla ökända krogen som förr låg i kyrkbacken bortom sockenstugan är dock sen länge försvunnen.

### Byggnader i Ösmo kyrkby
- Prästgården Muskösund
- Handelsboden
- Ålderdomshemmet
- Klockarbostaden
- Barnmorskebostaden
- Komministerbostaden vid Nibble från 1828
- Skolan
- Bårhuset från 1874-1934
- Gravkoret från 1716
- Sockenstugan inklusive fattigstugan från 1834
- Klockstapeln, klocktornet 1794-1813

samt inhägnader och murverk.

## Fornlämningar
Höjden där kyrkan ligger är en rullstensås och sju gravfält varav det största (Raä 291) indikerar att denna plats var bebodd redan på äldre järnåldern, ett av dessa nyttjades även under yngre järnåldern (Raä 282) och nedanför i östra dalsänkan, där riksväg 73 nu brakar fram, har en stenåldersboplats funnits. Även lämningar från bronsåldern finns i närområdet.

## Bilder

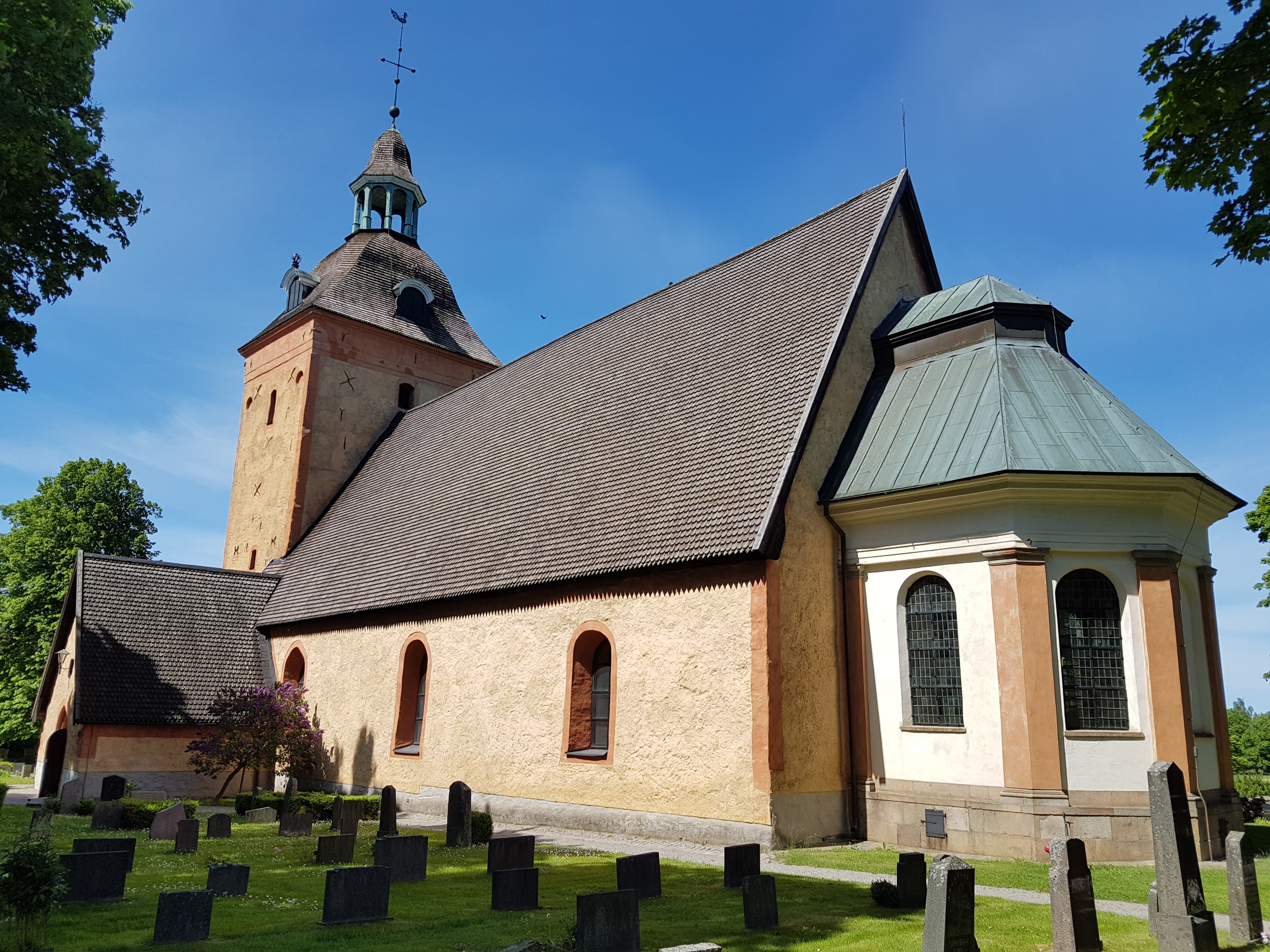
Kyrkan från sydöst
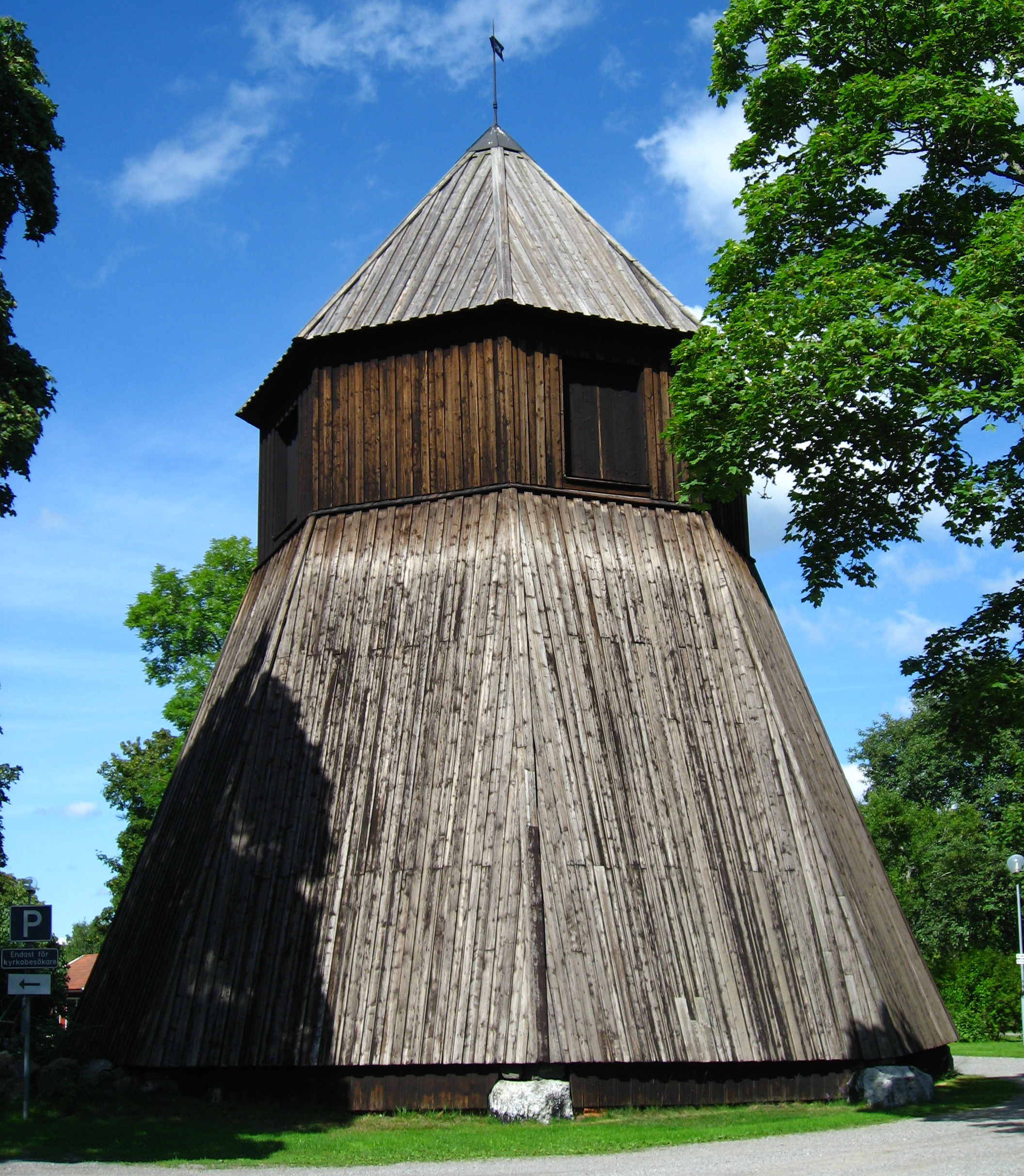
Klockstapel
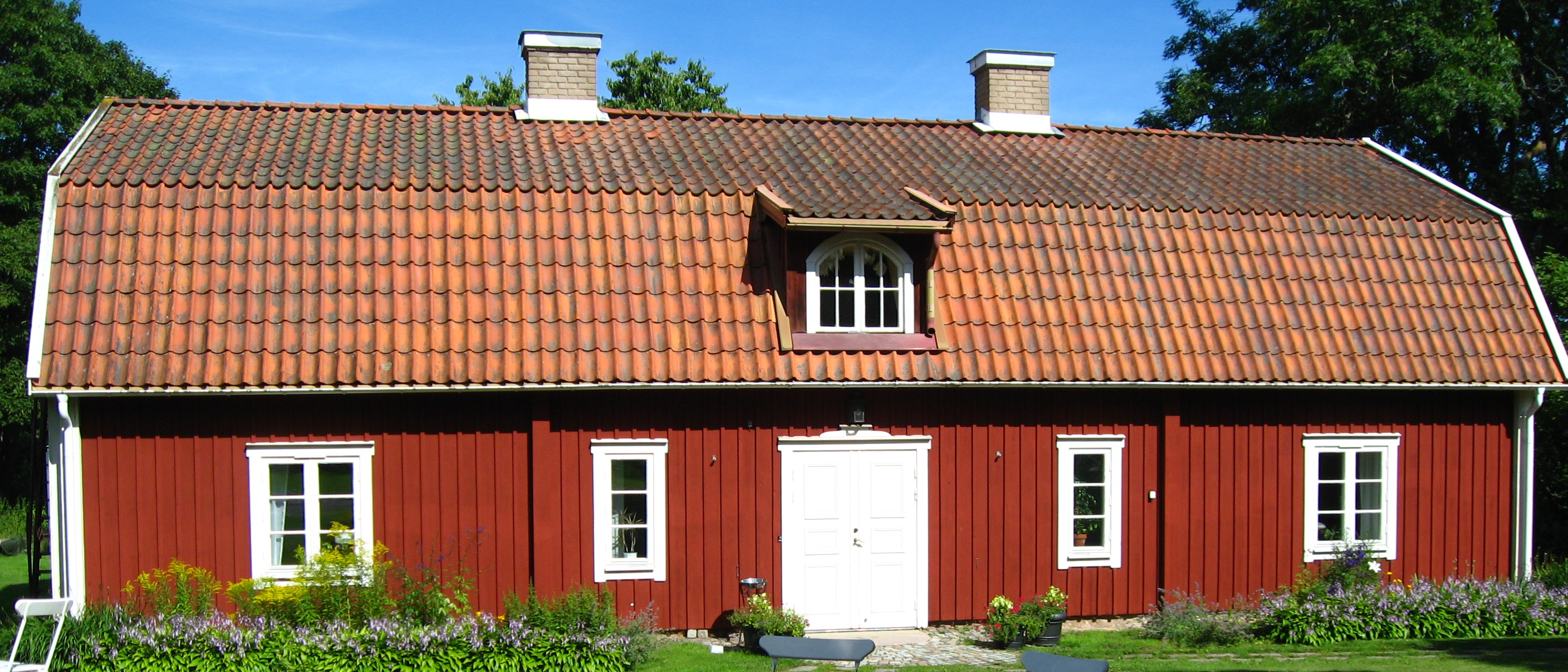
Sockenstugan
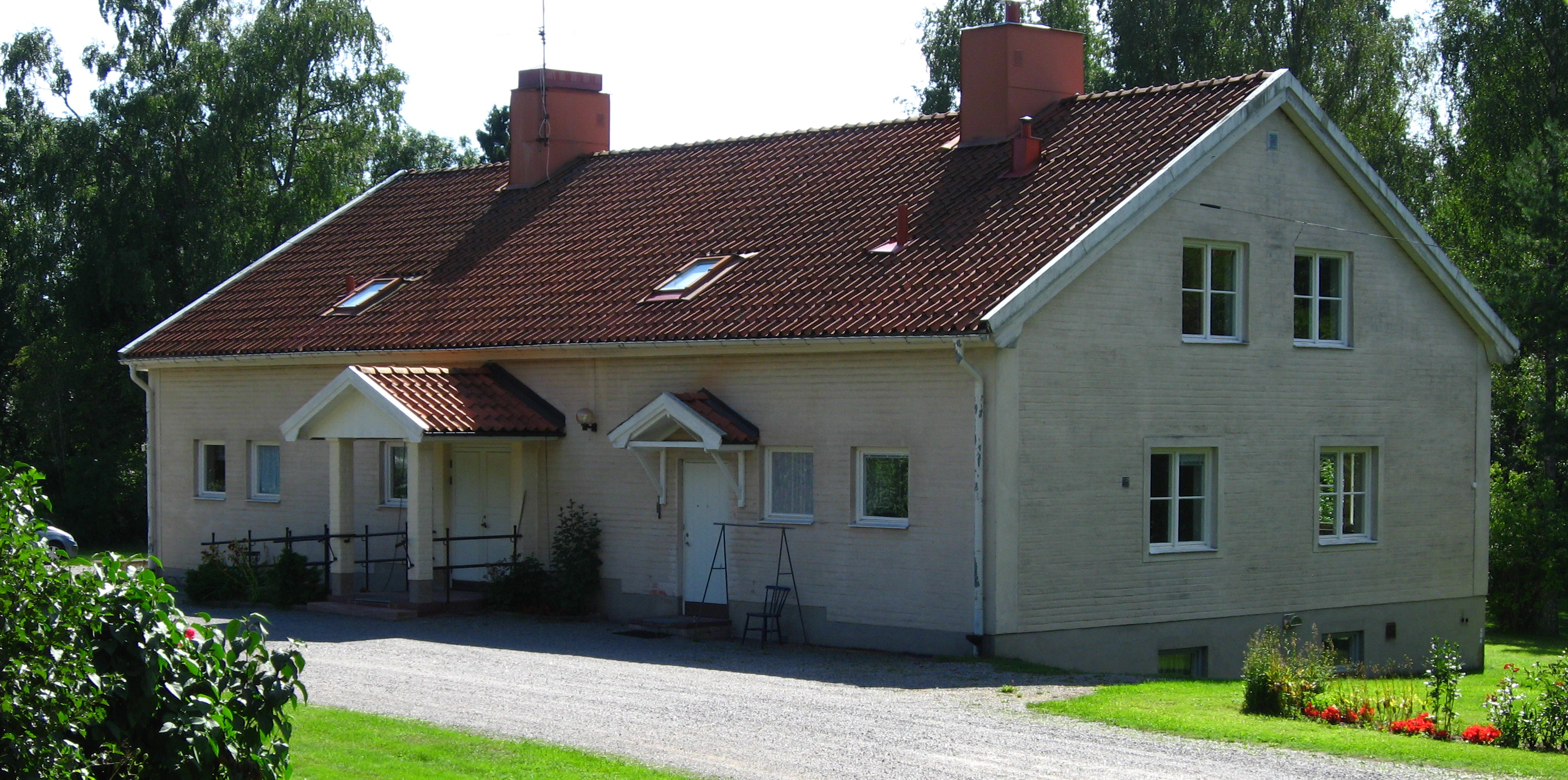
Församlingshemmet
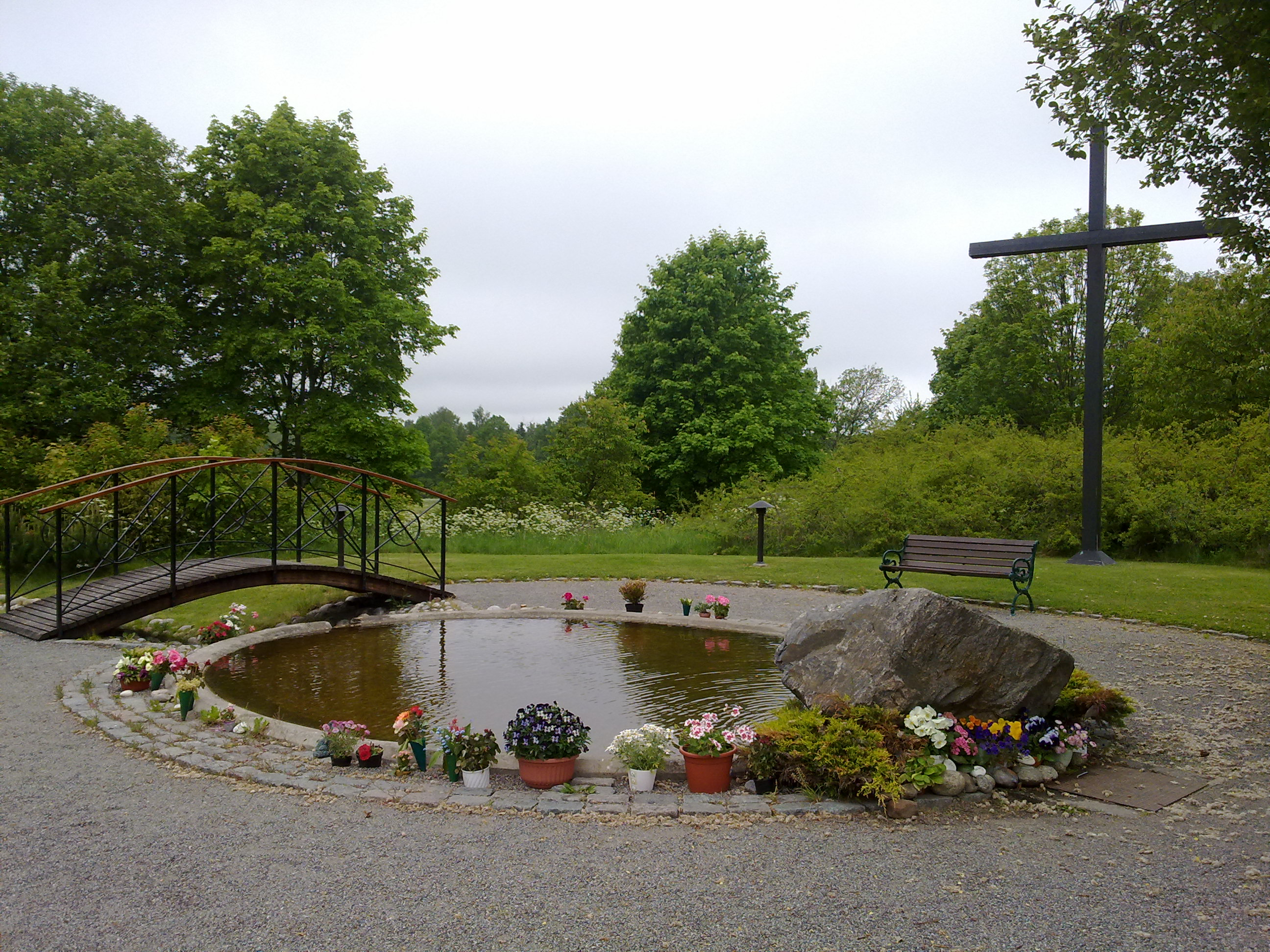
Minneslund